# Galium sungpanense
Galium sungpanense là một loài thực vật có hoa trong họ Thiến thảo. Loài này được Cufod. mô tả khoa học đầu tiên năm 1940.